# Stockwell (Indiana)
Stockwell – jednostka osadnicza w Stanach Zjednoczonych, w stanie Indiana, w hrabstwie Tippecanoe.